# Pandanus immersus
Pandanus immersus är en enhjärtbladig växtart som beskrevs av Henry Nicholas Ridley. Pandanus immersus ingår i släktet Pandanus och familjen Pandanaceae. Inga underarter finns listade.